# Jungle Fever (film)
Jungle Fever is een Amerikaanse romantische film uit 1991. Deze film is geregisseerd door Spike Lee. Een succesvolle donkere man die getrouwd is houdt er een blanke minnares op na. Raciale verschillen maken een relatie die toch al taboe is nog erger.

## Rolverdeling
| Acteur            | Personage                       |
| ----------------- | ------------------------------- |
| Wesley Snipes     | Flipper Purify                  |
| Annabella Sciorra | Angie Tucci                     |
| John Turturro     | Paulie Carbone                  |
| Anthony Quinn     | Lou Carbone                     |
| Samuel L. Jackson | Gator Purify                    |
| Halle Berry       | Vivian                          |
| Queen Latifah     | LaShawn                         |
| Ossie Davis       | The Good Reverend Doctor Purify |
| Ruby Dee          | Lucinda Purify                  |
| Spike Lee         | Cyrus                           |
| Michael Imperioli | James Tucci                     |
| Tim Robbins       | Jerry                           |
| Charlie Murphy    | Livin' Large                    |